# Hágai Katalin
Hágai Katalin (eredeti neve: Hágelmayer Katalin) (Budapest, 1961. június 3.) Kossuth- és Liszt Ferenc-díjas magyar táncművész,  a Halhatatlanok Társulatának örökös tagja.

## Életpályája
Hagelmayer István és Gritz Ida gyermekeként született. Húga Hágelmayer Veronika modell. 1973-ban kezdett el művészi tornát tanulni, Berczik Sára, Kovács Éva és Dévényi Anna tanítványaként. 1980-ban végzett a Magyar Táncművészeti Főiskolán, balettmestere Hidas Hedvig volt. 1980–1981-ben ösztöndíjasként a Moszkvai Balettintézetben tanult. 1981-ben lett a Magyar Állami Operaház tagja, 1985 óta magántáncosa. Vendégszerepelt Ausztriában, Németországban, Olaszországban, Spanyolországban, Franciaországban, Oroszországban, Angliában, Finnországban, Skóciában, Svájcban, Hollandiában, Kanadában, Hongkongban, Izraelben és Tajvanon.

## Színházi szerepei
| - Seregi László–Prokofjev: Rómeó és Júlia....Júlia - Seregi: A cédrus....Múzsa - Zaharov-Aszafjev: A bahcsiszeráji szökőkút....Zarema - Sztravinszkij-Béjart: Tavaszünnep....Kiválasztott leány - Fodor-Bach-Presser: A próba....Mária Magdolna - Seregi-Delibes: Sylvia....Sylvia, Diana - Vámos-Csajkovszkij: Hattyúk tava....Odett-Odília - Harangozó Gyula–Bartók Béla: A csodálatos mandarin...A lány - Ravel-Fodor: Bolero - Hindemith-Seregi: Kamarazene No. 1 - Róna V.: Csipkerózsika....Carabosse - Scsedrin-Gajdos: Carmen - Pártay–Csajkovszkij: Anna Karenina....Anna Karenina - Seregi–Hacsaturján: Spartacus....Flavia - Harangozó–Delibes: Coppélia....Swanilda | - Seregi–Mendelssohn: Szentivánéji álom....Titania - Seregi–Goldmark: A makrancos Kata....Kata - Bliss-de Valois: Sakk-matt....Fekete királynő - Petipa-Harangozó-Minkusz: Don Quijote....Mercedes - Bellini–Balanchine: Az alvajáró....Kokett - Rimszkij-Korszakov-Harangozó: Seherezádé - Keveházi: Zorba....Özvegy - Barbay–Kocsák: Az ember tragédiája....Lucifer hasonmása - Bartók–Pártay: Concerto....Ditta - Cranko–Csajkovszkij: Anyegin....Tatjana - Pártay: Amadeus....Anna Maria - Macmillan: Mayerling....Erzsébet császárné - Kocsák–Harangozó: Hófehérke és a hét törpe....Mostoha - Seregi–Bartók: A fából faragott királyfi....Királykisasszony |

## Filmjei
- Álomasszony (1993)

## Díjai
- az Év táncosa (1984)
- Liszt Ferenc-díj (1987)
- Érdemes művész (1990)
- Tériné-díj (1994)
- Európa-díj (1995)
- Kossuth-díj (1998)
- Philip Morris Magyar Balettdíj (2002)
- Oláh Gusztáv-emlékplakett (2003)
- Kiváló művész (2006)
- A Halhatatlanok Társulata örökös tagja (2007)
- A Magyar Állami Operaház örökös tagja (2015)[1][2]
- A Magyar Állami Operaház Mesterművésze (2016)